# Teoria cinética dos gases
De acordo com a teoria cinética dos gases um gás ideal é constituído por um grande número de pequenas partículas (átomos ou moléculas), que estão em constante e aleatório movimento. Essas partículas que se deslocam rapidamente e colidem constantemente umas com as outras e com as paredes do recipiente que contém o gás. O volume ocupado pelo gás é muito maior do que a soma dos volumes das partículas, de modo que a magnitude das forças intermoleculares é muito pequena. Nesse modelo teórico, pelo fato de encontrarmos um número muito grande de partículas por unidade de volume (1020 partículas por cm³)(sob condição de gás ideal), existem hipóteses impostas que representam o que deve acontecer, em média, com as partículas do gás.

## História

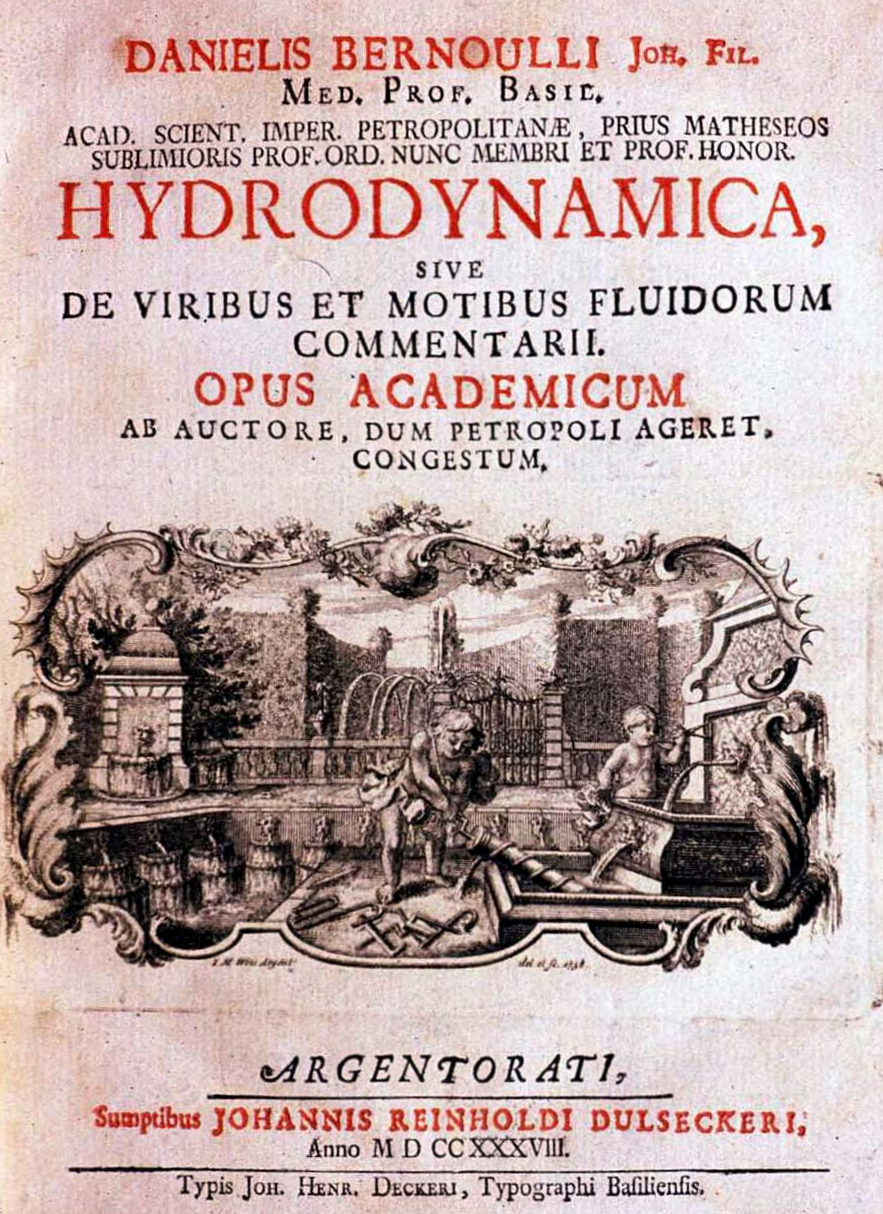
Hydrodynamica - capa frontal

Em 1738, o físico matemático Daniel Bernoulli, publicou o livro Hydrodynamica, que lançou a base para a teoria cinética dos gases. Nesse trabalho, Bernoulli posicionou seu argumento, ainda sólido até a atualidade, que os gases consistem em um grande número de moléculas se movendo em todas as direções, onde elas colidem entre si e esse impacto causa uma pressão na superfície de contato que podemos sentir. Como exemplos, podemos citar o que nós sentimos como calor, que corresponde simplesmente a energia cinética do seu movimento. A teoria não foi imediatamente aceita, em parte por causa da conservação de energia que não estava bem estabelecida, e ainda, não era óbvio aos físicos que as colisões entre as moléculas poderiam ser perfeitamente elásticas.
Outros pioneiros da teoria cinética foram Mikhail Lomonosov (1747), Georges-Louis Le Sage (1818), John Herapath (1816) e John James Waterston (1843), que ligavam suas pesquisas com o desenvolvimento de explicações mecânicas da gravitação. Em 1856 August Krönig (provavelmente depois de ler um artigo de Waterston) criou um modelo simples de gás-cinético, que considerava apenas o movimento de translação das partículas.
Em 1857 Rudolf Clausius, de acordo com suas próprias palavras, independentemente de Krönig, desenvolveu uma similar, porém muito mais sofisticada versão da teoria que incluia o movimento translacional das moléculas, e, ao contrário de Krönig, incluia também o movimento rotacional e vibracional das moléculas. Ele introduziu, neste mesmo trabalho, o conceito de livre caminho médio de uma partícula.
Em 1859, após ler um artigo de Clausius,  James Clerk Maxwell formulou a distribuição de Maxwell de velocidades moleculares, que deu a proporção de moléculas com uma determinada velocidade em um alcance específico. Esta foi a primeira lei estatística na física. Em um de seus artigos Maxwell afirma: "nos é dito que um 'átomo' é um ponto material, envolvido e cercado por 'forças potenciais', e quando uma 'molécula flutuante' chocam-se contra um corpo sólido em sucessão constante causa a chamada pressão do ar e dos outros gases."
Em 1871, Ludwig Boltzmann generalizou a realização de Maxwell e formulou a distribuição de Maxwell-Boltzmann. Além disso, a conexão logaritmica entre entropia e probabilidade foi estabelecida pela primeira vez por ele.
No início do século XX, no entanto, átomos eram considerados por vários físicos estruturas puramente hipotéticas. Um  marco importante foram os artigos de Albert Einstein (1905) e Marian Smoluchowski (1906) sobre o movimento browniano, que sucedeu certas previsões quantitativas precisas baseadas na teoria cinética.

## Princípios
A teoria cinética dos gases pode ser aplicada apenas se algumas suposições forem feitas. A seguir os postulados da teoria cinética, a respeito dos gases perfeitos:
- As moléculas estão se movendo em todas as direções.[2]
- As moléculas se movem em linha reta entre as colisões.[2]
- As colisões são perfeitamente elásticas.[2]
- O diâmetro das moléculas é desprezível em comparação com a distância percorrida entre as colisões.[2]
- Forças intermoleculares são desprezíveis, exceto durante as colisões.[2]
- O tempo gasto durante a colisão é muito menor que o tempo gasto entre as colisões.[2]
- Todos os gases são constituídos por um enorme número de esferas perfeitas, rígidas e extremamente pequenas.
- O volume total ocupado pelas  moléculas é desprezível se comparado ao volume do recipiente.
- Estão constantemente em movimento aleatório e colidindo entre si e com as paredes do recipiente.
- Quando as moléculas gasosas colidem com a parede do recipiente ocorre a transferência de momento, diretamente relacionado com a pressão do gás.
- A energia cinética dos gases das moléculas é diretamente proporcional a temperatura do gás em kelvin.

## Uma visão molecular de pressão e temperatura[3]
Sejam n moles de um gás ideal armazenados numa caixa cúbica de aresta L e volume V, cujas paredes são mantidas à temperatura T.
As moléculas na caixa se movem em todas as direções com velocidades variáveis, colidindo umas com as outras e com as paredes da caixa. Consideram-se apenas as suas colisões elásticas com as paredes da caixa. (Por enquanto as colisões entre as moléculas podem ser ignoradas.)
A molécula tem massa m e velocidade v.
Como as colisões entre a molécula e a parede são elásticas, quando as moléculas chocam-se com a parede perpendicular ao eixo de coordenadas x (da caixa cúbica), a componente x da velocidade inverte seu sentido sem alterar seu módulo, enquanto as outras componentes permanecem inalteradas. Isto significa que a única mudança no momento linear da partícula é na direção x, e seu valor é
{\displaystyle (-mv_{x})-(mv_{x})=-2mv_{x}}
Logo, o momento linear {\displaystyle \Delta p} transmitido à parede pela molécula durante a colisão é (+2mvx).
O tempo {\displaystyle \Delta t} entre as colisões é o tempo que a molécula leva para ir até a parede oposta e voltar (distância = 2L) com velocidade vx. Logo, a partícula choca-se com um lado específico da parede uma vez em cada
{\displaystyle \Delta t={\frac {2L}{v_{x}}}}
(Nota-se que este resultado é válido mesmo que a molécula se choque com qualquer das outras paredes durante o caminho, pois estas são paralelas ao eixo do x e, assim, não podem mudar vx.)
Deste modo, a taxa com que o momento é transmitido à parede sombreada por esta única molécula é
{\displaystyle {{\Delta p} \over {\Delta t}}={{2mv_{x}} \over {2L/v_{x}}}={{mv_{x}^{2}} \over L}}
Da segunda lei de Newton (F = dp/dt) a taxa com que o momento é transmitido à parede é a força atuando sobre esta. Para encontrar esta força, deve-se somar as contribuições de todas as outras moléculas que atingem a parede, levando em conta a possibilidade de que todas tenham velocidades diferentes. Dividindo a força total pela área da parede L², tem-se a pressão p sobre ela.
{\displaystyle p={F \over {L^{2}}}={{mv_{x1}^{2} \over L}+{mv_{x2}^{2} \over L}+...+{mv_{xN}^{2} \over L} \over L^{2}}=({m \over L^{3}})(v_{x1}^{2}+v_{x2}^{2}+...+v_{xN}^{2})}
Onde N é o número de moléculas na caixa.
Como N = nNA, onde NA é o número de Avogadro, há nNA termos no segundo parênteses da equação acima. Assim podemos substituir esta quantidade por  {\displaystyle nN_{A}{\overline {v_{x}^{2}}}} , onde  {\displaystyle {\overline {v_{x}^{2}}}}  é o valor médio do quadrado da componente x de todas as velocidades moleculares. A equações pode ser reescrita então
{\displaystyle p={nmN_{A} \over {L^{3}}}{\overline {v_{x}^{2}}}}
Mas mNA é a massa molar M do gás. Além disso, L³ é o volume da caixa, logo,
{\displaystyle p={nM{\overline {v_{x}^{2}}} \over {L^{3}}}}
Para qualquer molécula, v² = vx² + vy² + vz². Como há muitas e como se movem em direções aleatórias, os valores médios dos quadrados das componentes de suas velocidades são iguais, logo, {\displaystyle v_{x}^{2}={1 \over 3}v^{2}} , assim
{\displaystyle p={nM{\overline {v^{2}}} \over 3{L^{3}}}}
A raiz quadrada de  {\displaystyle {\overline {v^{2}}}} é uma espécie de velocidade média, chamada de velocidade média quadrática das moléculas, vrms.
{\displaystyle p={nM{v_{rms}^{2}} \over 3{L^{3}}}}
A equação acima ilustra bem o espírito da teoria cinética. Ela mostra que a pressão de um gás p (uma quantidade puramente macroscópica) depende da velocidade das moléculas (uma quantidade puramente microscópica). Podemos relacionar a equação mostrada com a equação do gás ideal (pV = nRT) (sendo R a constante dos gases).
{\displaystyle v_{rms}^{2}={{3}{R}{T} \over {M}}}

## Energia cinética de translação[3]
Considera-se uma molécula em movimento dentro de uma caixa cúbica, sua velocidade muda (em módulo) quando colide com outras moléculas. A energia cinética de translação da molécula em qualquer instante é  {\displaystyle {1 \over 2}m{v^{2}}} . A energia cinética de translação média, onde tomamos a média sobre o tempo em que observamos a molécula, é
{\displaystyle {\overline {K}}={\overline {{1 \over 2}m{v^{2}}}}={1 \over 2}m{\overline {v^{2}}}}
Onde é feita a suposição de que a velocidade média da molécula é a mesma que a velocidade média de todas as moléculas em qualquer instante. (Esta suposição é apropriada desde que a energia total do gás permaneça constante e que a molécula seja observada por um tempo suficientemente longo.)
Dado que  {\displaystyle {\overline {v^{2}}}={{3}{R}{T} \over {M}}}  podemos reescrever a equação e verificar que
{\displaystyle {\overline {K}}=({1 \over 2}m){{3}{R}{T} \over {M}}}
Mas  {\displaystyle M \over m} , a massa molar dividida pela massa de uma molécula, é o número de Avogadro NA, assim
{\displaystyle {\overline {K}}={{3}{R}{T} \over {2}{N_{A}}}}
Que pode ser reescrito como
{\displaystyle {\overline {K}}={3 \over 2}{k}{T}}
A constante k, chamada de constante de Boltzmann, é a razão entre a dos gases perfeitos R e o número de Avogadro NA.
Seu valor é
{\displaystyle k={R \over N_{A}}={{8,31J/mol.K} \over {6,02X10^{23}mol^{-1}}}=1,38X10^{-23}J/K=8,62X10^{-5}eV/K}